# Carlo Caffarra
Carlo Caffarra (Samboseto di Busseto, 1 de junho de 1938 - Bolonha, 6 de setembro de 2017) foi um cardeal italiano e arcebispo emérito da Arquidiocese de Bolonha.

## Biografia
Dom Carlos nasceu em Samboseto di Busseto em 1 de junho de 1938.

### Presbiterado
Foi ordenado padre pelas mãos de Dom Guglielmo Bosetti (1901–1962), em 2 de julho de 1961, aos 23 anos de idade.
Carlos Caffarra é doutor em direito canônico, pela Pontifícia Universidade Gregoriana, especialista em Teologia Moral, com ênfase em matrimônio, família e reprodução humana.  Em 1974 foi nomeado membro da Comissão Teológica Internacional pelo Papa Paulo VI, função que ocupou por dez anos.

### Episcopado
Foi nomeado arcebispo de Ferrara-Comacchio, na região Emília-Romanha, Itália, aos 57 anos de idade, no dia 8 de setembro de 1995, pelo Papa João Paulo II. Recebeu a ordem episcopal no dia 21 de outubro do mesmo ano, das mãos dos cardeais Giacomo Biffi e Giovanni Battista Re e de Dom Carlo Poggi.
Na Arquidiocese de Ferrara-Comacchio, o Cardeal Caffarra sucedeu a Dom Luìs Maverna e foi sucedido por Dom Paulo Rabitti.
Em 16 de dezembro de 2003, foi nomeado por Papa João Paulo II arcebispo de Bolonha, capital da região Emília-Romanha; tomou posse no dia 15 de fevereiro de 2004. A sua renúncia foi acolhida pelo Papa Francisco no dia 27 de outubro de 2015.

### Cardinalato
No dia 24 de março de 2006, no Consistório Ordinário Público foi criado cardeal da Santa Igreja pelo Papa Bento XVI, sendo-lhe imposto o barrete cardinalício em 24 de junho, com o título cardinalício de São João Batista dos Florentinos.
Na Arquidiocese de Bolonha, o Cardeal Caffarra é o 119° bispo da igreja bolonhesa, sucede imediatamente ao Cardeal Giacomo Biffi. Tem como antecessores, dentre outros: Giuliano della Rovere (Júlio II), Giulio de’ Medici (Clemente VII),  Alessandro Ludovisi (Gregório XV), Giacomo Giambattista della Chiesa (Bento XV).
É também o 111º sucessor de São Petrônio, primeiro bispo de Bolonha, no século IV.

## Ordenações episcopais
Foi co-consacrante da ordenação episcopal de:
- Dom Luigi Negri, bispo de San Marino-Montefeltro